# Sparkasse am Niederrhein
Die Sparkasse am Niederrhein ist eine öffentlich-rechtliche Sparkasse mit Sitz in Moers. Ihr Geschäftsgebiet umfasst die Städte Moers, Neukirchen-Vluyn, Rheinberg und Xanten sowie die Gemeinden Alpen und Sonsbeck. Damit ist sie zugleich das größte Kreditinstitut im Kreis Wesel. Die vollständige Firmierung gemäß Handelsregister lautet Sparkasse am Niederrhein – Sparkasse des Kreises Wesel und der Städte Moers, Neukirchen-Vluyn und Rheinberg.

## Organisationsstruktur
Die Sparkasse am Niederrhein ist eine Anstalt des öffentlichen Rechts. Rechtsgrundlage sind das Sparkassengesetz für Nordrhein-Westfalen und die durch die Verbandsversammlung des Sparkassenzweckverbandes für den Kreis Wesel und die Städte Moers, Neukirchen-Vluyn und Rheinberg erlassene Satzung. Organe der Sparkasse sind der Vorstand, der Verwaltungsrat und der Kreditausschuss.
Anteile am Zweckverband halten mit jeweils 30 % der Kreis Wesel und die Stadt Moers; die Städte Rheinberg und Neukirchen-Vluyn sind mit jeweils 20 % beteiligt.
Die Sparkasse am Niederrhein betreibt 25 Geschäftsstellen und SB-Filialen, ein Beratungscenter (Private Banking/ Immobilien) sowie 57 Geldautomaten. Damit unterhält sie das dichteste Netz für Finanzdienstleistungen und Beratung im Kreis Wesel.

## Geschäftsausrichtung
Die Sparkasse am Niederrhein betreibt als Sparkasse das Universalbankgeschäft. Sie ist Marktführer in ihrem Geschäftsgebiet. Die Sparkasse am Niederrhein wies im Geschäftsjahr 2023 eine Bilanzsumme von 4,064 Mrd. Euro aus und verfügte über Kundeneinlagen von 3,228 Mrd. Euro. Gemäß der Sparkassenrangliste 2023 liegt sie nach Bilanzsumme auf Rang 122. Sie unterhält 25 Filialen/Selbstbedienungsstandorte und beschäftigt 552 Mitarbeiter. Neben Beratung und Service rund um die geld- und kreditwirtschaftliche Versorgung der Bevölkerung und der regionalen Wirtschaft gehören die Vermittlung von Versicherungs- und Bausparverträgen sowie der Vertrieb von Investmentfonds zu ihrem Kerngeschäft. Im Verbundgeschäft arbeitet die Sparkasse am Niederrhein unter anderem mit der westdeutschen Landesbausparkasse (LBS), der Provinzial Rheinland Versicherung, der DekaBank und der Deutschen Leasing AG zusammen.

## Gesellschaftliches Engagement
Als öffentlich-rechtliches Institut engagiert sich die Sparkasse am Niederrhein für das Gemeinwohl in ihrem Geschäftsgebiet. Das bedeutet gezielte Förderung unterschiedlicher gesellschaftlicher Bereiche: So hat die Sparkasse im Jahr 2016 rund 1,2 Millionen Euro aus dem laufenden Haushalt sowie aus dem Prämiensparzweckertrag und Stiftungserträgen als Spenden für soziale, sportliche und kulturelle Zwecke zur Verfügung gestellt. Die Sparkasse am Niederrhein und ihre Vorgängerinstitute richteten bislang sechs Stiftungen ein. Hierzu zählen unter anderem die Kulturstiftung Sparkasse am Niederrhein und die Stiftung Niederrheinischer Bürger.

## Geschichte
Die Sparkasse am Niederrhein ist eine im Januar 2004 aus der Fusion der Sparkassen Moers, Neukirchen-Vluyn und Rheinberg hervorgegangene Zweckverbandssparkasse. Unter den in der Sparkasse am Niederrhein aufgegangenen Vorgängerinstituten ist die Gemeindesparkasse Kapellen (gehört heute zu Moers) das älteste. Zwischen 1844 und 1909 entstanden weitere sieben Sparkassen im heutigen Geschäftsgebiet. Zu den ersten Gründungen zählte neben der Gemeindesparkasse Kapellen (1844) und der Städtischen Sparkasse Moers (1845) auch die Stadtsparkasse Xanten (1855). Weitere Vorgängerinstitute sind die Städtische Sparkasse Rheinberg (1867), die Gemeindesparkasse Rheinkamp (1905), die Städtische Sparkasse zu Orsoy (1907), die Kreissparkasse Moers (1907) und die im Jahr 1909 in Neukirchen gegründete Gemeindesparkasse die später in Gemeinde-Sparkasse Neukirchen-Vluyn umbenannt wurde. Nach mehreren Fusionen bestanden ab 1977 noch die Sparkassen Moers, Neukirchen-Vluyn und Rheinberg.